# Submarino Tipo IIA
Os submarinos alemães do Tipo IIA foram uma classe de submarinos da Kriegsmarine que foram utilizados durante a Segunda Guerra Mundial.

## História
O submarino finlandês Vesikko é considerado como o primeiro submarino Tipo IIA. Sob ordens alemãs, este submarino foi construído em Turku, Finlândia e lançado ao mar no ano de 1933. Em janeiro de 1936o governo da Finlândia comprou esta embarcação. Este foi o único submarino finlandês que sobreviveu à guerra, já que a Finlândia foi proibida de ter submarinos no acordo de paz que fez no pós-guerra. Este submarino foi convertido num museu militar no ano de 1959 na ilha de Suomenlinna.

## Estaleiro
| U-boats   | Estaleiro               | Construído durante |
| --------- | ----------------------- | ------------------ |
| U-1 - U-6 | Deutsche Werke AG, Kiel | 1935               |

## Lista de Submarinos
A seguir estão os 6 U-Boot alemães do Tipo IIA que foram comissionados:
U-1, U-2, U-3, U-4, U-5, U-6 